# Souls Despising The God
Souls Despising The God — третий и последний студийный альбом российского дэт-метал-коллектива Scrambled Defuncts. Коллектив решил внедрить струнный квартет в свою музыку, что делает этот альбом несколько уникальным.

## Музыка и критика
Дэт-метал, исполняемый коллективом — хаотичный, высокоскоростной. Вдобавок ко всему этому, участие в записи альбома принял струнный квартет. Он понадобился коллективу для создания мрачной и жуткой атмосферы, которая придаёт альбому злобное звучание.
Остин Вебер из Metal Injection посоветовал данный релиз любителям Fleshgod Apocalypse. Он считает, что самое лучшее в струнном квартете это их объединение в единое целое и их назначение в музыке альбома. В конце своей рецензии он написал, что этот релиз «чертовски фантастический и довольно уникальный».
Рецензент из Metal.de присвоил альбому три балла из десяти, утверждая, что высший рейтинг для группы был бы «несправедливым». По его мнению, «каждый может бездельничать на грифе на высокой скорости». А струнный квартет ему показался неумелым.

## Список композиций
| №  | Название                    | Длительность |
| -- | --------------------------- | ------------ |
| 1. | «Retribution»               | 8:57         |
| 2. | «When Life Goes To The End» | 5:03         |
| 3. | «Souls Despising The God»   | 7:27         |
| 4. | «In Authority Of Madness»   | 5:41         |
| 5. | «Inherited Illusions»       | 5:10         |
| 6. | «Slough Of Despond»         | 7:23         |
| 7. | «Psychoreality Warp»        | 5:48         |
| 8. | «Eqvilibrium»               | 2:12         |

## Участники записи
Музыка
- Scrambled Defuntcs — вокал, электрогитары, бас-гитара, ударные
- Д. Мен — виолончель
- Д. Машкин — альт
- А. Кузанов, Е. Рибенцева — скрипка

Остальное
- Scrambled Defuncts — звукорежиссура, продюсирование, микширование
- Аркадий Навахо — звукорежиссура, продюсирование, микширование, мастеринг
- Николай Ларин — микширование
- Pablo The Elephant (Павел Антонов) — обложка, дизайн